# Округ Онајда (Ајдахо)
Округ Онајда (енгл. Oneida County) је округ у америчкој савезној држави Ајдахо.

## Демографија
По попису из 2010. године број становника је 4.286, што је 161 (3,9%) становника више него 2000. године.
| Група             | 2000.         | 2010.         |
| Белци             | 3.986 (96,6%) | 4.073 (95,0%) |
| Афроамериканци    | 5 (0,1%)      | 9 (0,2%)      |
| Азијати           | 6 (0,1%)      | 20 (0,5%)     |
| Хиспаноамериканци | 95 (2,3%)     | 126 (2,9%)    |
| Укупно            | 4.125         | 4.286         |